# Phantia christophii
Phantia christophii är en insektsart som först beskrevs av De Rusiecka 1902.  Phantia christophii ingår i släktet Phantia och familjen Flatidae. Inga underarter finns listade i Catalogue of Life.